# 嚴仲澤
嚴仲澤，贵州贵阳人，清朝政治人物、進士出身。
咸豐九年（1859年）己未科進士，后由庶吉士改刑部主事。